# Old Time Rock and Roll
"Old Time Rock and Roll" es una canción escrita por George Jackson y Thomas E. Jones III, con letras no acreditadas por Bob Seger.(citas 1 y 2) Fue grabado por Seger para su décimo álbum de estudio Stranger in Town (Extraño en la ciudad). También se publicó como una sola en 1979. Es una mirada sentimentalizada hacia atrás a la música de la era original de rock 'n' roll y a menudo ha sido referenciada como la canción favorita de Seger. La canción ganó nueva popularidad después de ser presentada en la película de 1983 Risky Business.  Desde entonces se ha convertido en un estándar en la música popular y fue clasificado número dos en la encuesta de la Asociación de Operadores de Diversión y Música de la Top 40 Jukebox Singles of All Time en 1996.  También fue clasificado como una de las Songs of the Century (Canciones del Siglo) en 2001 y clasificado No. 100 en la encuesta del American Film Institute's 100 Years...100 Songs (100 Años... 100 Canciones) en 2004 de las mejores canciones en el cine americano.

## Historia
La Sección de Ritmo de Muslos Shoals, que a menudo respaldó a Seger en sus grabaciones de estudio, envió a Seger una demo de la canción durante la grabación de Stranger en Town. Dijo en 2006 (y también en el episodio "Stranger in Town" del programa de radio estadounidense In the Studio with Redbeard unos años antes):
Todo lo que guardé del original fue: "Roca y rollo viejos, ese tipo de música solo calma el alma, recuerdo los días de antaño con esa roca y rollo viejos". Reescribí los versículos y nunca tomé crédito. Eso fue lo más tonto que hice. Y Tom Jones (Thomas E. Jones) y George Jackson también lo saben. Pero solo quería terminar el disco [Stranger in Town]. Reescribí cada versículo que escuchas excepto los coros. No pedí crédito. Mi gerente dijo: "Debes pedir un tercio del crédito". Y dije: "No. A nadie le va a gustar". No me acreditan en ello así que tampoco podía controlar los derechos de autor. Mientras tanto, entró en el comercial de Hardee porque no podía controlarlo. ¡Oh, Dios mío, fue horrible!
Sin embargo, George Stephenson de Malaco Records afirmó:
"Old Time Rock and Roll" es realmente la canción de George Jackson, y tiene las cintas para probarlo, a pesar de las afirmaciones de Seger de que lo alteró.  Bob había terminado su grabación en Muscle Shoals y les preguntó si tenían otras canciones que pudiera escuchar para el futuro.
Al final de la década, en diciembre de 2019, Seger reafirmó que reescribió las letras en los versos.
La canción fue grabada en el Muscle Shoals Sound Studio en Sheffield, Alabama, y Sound Suite Studios en Detroit, Michigan. El solo de guitarra fue aportado por Howie McDonald. Originalmente, la Silver Bullet Band se desagradó con la inclusión de la canción en Stranger in Town, alegando, según Seger, que la canción no era "Silver Bullety".  Sin embargo, al escuchar las reacciones de la audiencia durante su gira en Europa, la banda creció a gusto de la canción.
En 1990, Seger se unió a Billy Joel en una ocasión y Don Henley en otra para tocar la canción durante sus conciertos en Auburn Hills, Michigan.  También realizó la canción en su ceremonia de inducción Rock and Roll Hall of Fame.

## Personal
Los créditos se adaptan a partir de las notas de línea de la compilación de Más Éxitos de Seger 1994.
 

## Recepción
"Old Time Rock and Roll" logró un importante juego de radio de rock orientado por el éxito y como el cuarto single de Stranger en Town, llegó al número 28 en el Billboard Hot 100 en 1979.  Fue relanzado en 1983 después de su inclusión en la película Risky Business y alcanzó el número 48 en el gráfico Billboard.  La canción sigue siendo un elemento básico en la radio rock clásica.
Billboard Magazine sintió que los puntos destacados de la canción son los "vocales de Seger y la instrumentación cargada de energía".
En Australia, la canción fue lanzada dos veces y grabada durante un total de 55 semanas.  La primera ejecución fue en 1983 después de su uso en la película Risky Business, alcanzando el número 53 en las cartas.  En la segunda ejecución se alcanzó el número 3 a finales de 1987.

## Versiones de cover
El cantante Johnny Hallyday lanzó una versión en francés, como "Le Bon Temps du Rock and Roll" en 1979 en su álbum Hollywood.
La cantante pop Ronnie Dove grabó la canción en 1987. Se emitió como el lado B a su único "Corazón". Más tarde apareció en su álbum de 1988 From the Heart.
En 2000, la banda de rock británica Status Quo grabó una versión de esta canción para su álbum Famoso en el siglo pasado. Lo jugaron en Top of the Pops y lo publicaron como un solo que charteó en el Reino Unido Singles Chart (No. 83) y Noruega (No. 4). [cita necesaria]

## En la cultura popular
La canción fue presentada en la película de 1983 Risky Business, protagonizada por Tom Cruise.  El personaje de Cruise, Joel Goodson, famosamente sincs de labios y bailes en su ropa interior mientras esta canción juega después de que sus padres lo dejen a casa solo. En 1986, la canción también apareció en la serie de TV ALF, en una caricatura de la ya mencionada escena de Tom Cruise, en la que ALF también se ha dejado solo en casa y atrapa la casa. Activision creó una serie de anuncios de televisión Guitar Hero: World Tour dirigidos por Brett Ratner con base en la escena, cada uno con un conjunto diferente de celebridades haciendo una sincronización de labios con las letras mientras usa los nuevos controladores de instrumentos.  El primer anuncio incluyó a atletas Kobe Bryant, Tony Hawk, Alex Rodríguez y Michael Phelps. La canción también aparece en episodios de The Nanny, The Fresh Prince of Bel-Air, South Park, Scrubs y The Flash. También se usó en el remolque bromista para Garfield: The Movie.
A principios de 2020, la canción apareció en un comercial de Domino's Pizza acerca de la entrega sin contacto durante la pandemia CO05-19.